# Asimina speciosa
Asimina speciosa är en kirimojaväxtart som beskrevs av George Valentine Nash. Asimina speciosa ingår i släktet Asimina och familjen kirimojaväxter. Inga underarter finns listade i Catalogue of Life.